# Wuchang-Aufstand

Banner des Wuchang-Aufstandes, später Flagge der Armee der Republik China von etwa 1913 bis 1928

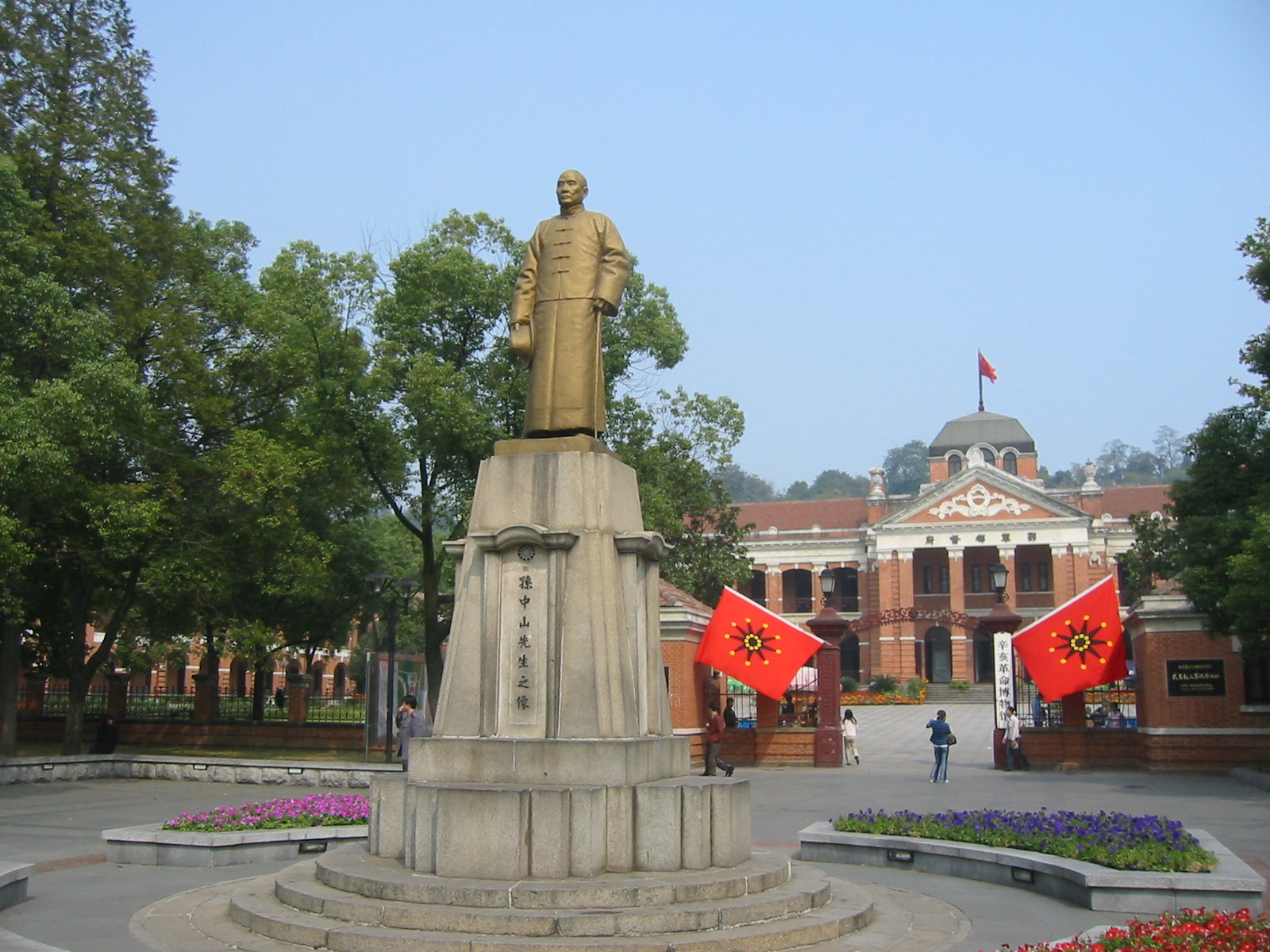
Die Sun-Yat-Sen-Statue in Wuhan soll an den Aufstand von Wuchang erinnern. Hinter der Statue befand sich der nach dem Aufstand eingerichtete Sitz der Militärregierung.

Der Wuchang-Aufstand (chinesisch 武昌起義, Pinyin Wǔchāng qǐyì) begann am 10. Oktober 1911 in Wuchang, heute Stadtteil von Wuhan, Hauptstadt der chinesischen Provinz Hubei. Nach einer langen Reihe erfolgloser Aufstände in verschiedenen Städten des Landes gelang es den Aufständischen von Wuchang, die lokale Regierung zu stürzen. Im Ergebnis des Aufstandes wurde mit der Militärregierung von Hubei das erste moderne Regime auf chinesischem Boden eingesetzt, die Republik China ausgerufen und das chinesische Kaiserreich beendet. In der Folge erklärten binnen kurzer Zeit zahlreiche Provinzen ihre Unabhängigkeit, was den Beginn der nach dem chinesischen Jahr Xinhai (≈ 1911) benannten Xinhai-Revolution markierte. Somit bildet der Wuchang-Aufstand den Beginn der republikanischen Ära Chinas.
Der Wuchang-Aufstand wurde von Unteroffizieren der Neuen Armee ausgelöst. Die Anführer des Aufstandes hatten mit den revolutionär-demokratischen Kräften um Sun Yat-sen, die einen Plan für die Zeit nach dem Sturz der Qing-Dynastie hatten, kaum zusammengearbeitet. Sie verfolgten vor allem das Ziel, die Mandschu von der Macht zu vertreiben. Nachdem der Aufstand trotz der dilettantischen Vorbereitung und Durchführung geglückt war, legten die Revolutionäre die gewonnene Macht freiwillig in die Hände von Vertretern der traditionellen Aristokratie um Li Yuanhong, wenngleich dieser mit der Revolution nichts zu tun hatte. Dank des Zutuns der eingesessenen städtischen Eliten wurde zwar die Fremdherrschaft der Qing-Dynastie beendet, soziale Fortschritte wurden hingegen verhindert. Die Regierungen des neuen Regimes waren schwach und korrupt, sodass sich kaum ein Funktionär länger als sechs Monate auf seiner Position halten konnte. Lis Macht wurde hingegen unantastbar, auch Suns Tongmenghui schaffte es nicht, sie zu begrenzen. Nach der Abdankung des letzten Kaisers Puyi kam es zu Spannungen zwischen Lis Militärregierung und Sun Yat-sens provisorischer Regierung, was ein Bündnis zwischen Li und dem späteren Diktator Yuan Shikai zur Folge hatte.
Mit Ausnahme der Vertreibung der Mandschu vollbrachten die Aufständischen deshalb keine wirkliche Revolution. Die Aristokratie festigte ihre Machtbasis und die ausländische Einflussnahme, gegen die sich die Aufständischen auflehnen wollten, nahm zu. Die fünfzehn Jahre nach dem Wuchang-Aufstand waren von Instabilität und der Herrschaft zahlreicher Kriegsherren geprägt.

## Vorgeschichte und Hintergründe

### Politische Reformversuche der Qing-Dynastie
Nachdem China um 1800 unter der Qing-Dynastie seine größte Ausdehnung und wirtschaftliche Kraft erreicht hatte, begann zu Beginn des 19. Jahrhunderts sein Niedergang. Wie auch in Europa war die Bevölkerung stark angewachsen, gleichzeitig hatte die Industrialisierung aber erst mit großer Verzögerung eingesetzt und das verfügbare Ackerland pro Kopf war gesunken. Institutionell basierte die Qing-Dynastie auf den gleichen Konzepten wie zweitausend Jahre davor die Qin-Dynastie, im Wesentlichen Monarchie und bäuerliche Wirtschaft, in der der Landbesitz bei der Aristokratie lag. Es kam zu hunderten Aufständen; der Taiping-Aufstand (1851–1864) gilt als schrecklichster Krieg des 19. Jahrhunderts, die großen muslimischen Rebellionen waren nicht weniger grausame Bürgerkriege. Den immer aggressiver auftretenden westlichen Mächten hatte das Qing-Reich weder im ersten noch im zweiten Opiumkrieg viel entgegenzusetzen. Die Niederlage gegen den einstigen Tributzahler Japan im japanisch-chinesischen Krieg war besonders verstörend, dazu kamen die Ungleichen Verträge, die im Laufe des 19. Jahrhunderts zu zunehmender Fremdbestimmung, Gebietsverlusten und hohen Kompensationszahlungen an fremde Staaten führten.
Der ausländische Druck auf China führte ab 1860 zur Selbststärkungsbewegung. Im Jahre 1898 leitete Kaiser Guangxu die Hundert-Tage-Reform ein, die jedoch nach einem Staatsstreich der Kaiserinwitwe Cixi scheiterte. Die Anfänge einer Industrialisierung wurden maßgeblich von Ausländern vorangetrieben und beschränkten sich deshalb auf die ausländischen Pachtgebiete. Im Boxeraufstand versuchten marodierende, kampfbereite Massen, die Ausländer aus dem Lande zu jagen; dieser Aufstand wurde niedergeschlagen und führte nur zu weiteren Zugeständnissen des Kaiserhauses.
Im Kaiserhaus setzte sich nach diesen erniedrigenden Entwicklungen die Erkenntnis durch, dass China seine Wirtschaft wie auch seine Gesellschaft modernisieren müsse. Die unter dem Titel Neue Politik und mit Billigung von Cixi von 1901 bis 1905 gesetzten Maßnahmen umfassten tiefe Einschnitte wie die Gründung einer Kommission zur Neuorganisation der Armee und die Schaffung der Neuen Armee, wodurch die Qing ihre traditionellen Acht Banner praktisch abschafften. Handel und Industrialisierung sollten gefördert werden, es entstanden ein Handels- und ein Außenministerium. Die Beamtenprüfungen wurden abgeschafft; im ganzen Land entstanden Schulen nach westlichem Vorbild, Chinesen, die im Ausland studieren wollten, durften auf Förderungen von verschiedensten Organisationen hoffen. Die Bürokratie sollte reformiert werden. Auf Druck der Konstitutionalisten ließ das Kaiserhaus ein Parlament auf nationaler Ebene und Beratende Provinzversammlungen zu und wurde eine Verfassung verabschiedet. Während all diese Reformen die Politik des Landes modernisierten, zerstörten sie auch jene Mechanismen, die während des chinesischen Kaiserreiches die Stabilität der Gesellschaft sichergestellt hatten, wie etwa die Beamtenprüfungen, die zumindest nominell allen begabten Chinesen aus allen Landesteilen den Aufstieg in der Bürokratie ermöglichten.
Trotz dieser Bemühungen war es im Jahr 1911 absehbar, dass die Qing-Dynastie früher oder später stürzen würde. Die chinesische Oberschicht erwartete dies, die ausländischen Geheimdienste meldeten dies an ihre Zentralen und die zahlreichen Aufstände und Reformen hatten auch im einfachen Volk ein Bewusstsein dafür geschaffen; im traditionellen Denken zahlreicher Chinesen hatte das Kaiserhaus das Mandat des Himmels verwirkt. Viele Provinzgouverneure hatten den Glauben in die Fähigkeit der Qing-Dynastie zur Bewahrung von Chinas Souveränität verloren und verfolgten ernsthaft die Möglichkeit, sich von Peking unabhängig zu erklären.

### Industrialisierung und Wirtschaftskrise in Wuhan
Die Drillingsstädte Wuchang, Hanyang und Hankou, die gemeinsam das heutige Wuhan bilden, liegen auf einer strategischen wichtigen Position am Jangtsekiang, welcher als Verbindung zwischen dem Osten und dem Westen eine der bedeutendsten Verkehrsadern Chinas ist. Zu Beginn des 20. Jahrhunderts lebten in diesen drei Städten insgesamt etwa eine Million Einwohner. Durch die neugebaute Peking-Hankou-Eisenbahn wurde die Lage dieser Metropole noch aufgewertet und es galt, dass der Herrscher über das heutige Wuhan das Gebiet des gesamten mittleren Jangtsekiang kontrollierte. Hankou war zu Beginn des 20. Jahrhunderts eine bedeutende Hafenstadt mit ausländischen Pachtgebieten, in denen sich Banken, Versicherungen, Zollämter, Lagerhäuser und Zeitungsverlage angesiedelt hatten. Zahlreiche europäische Geschäftsleute und Diplomaten lebten hier. In Hanyang gab es ein großes Eisenhüttenwerk und eine Rüstungsfabrik. Wuchang war schließlich der Standort zahlreicher Regierungseinrichtungen, Schulen und Kasernen, wobei in letzteren revolutionäres Gedankengut gedeihen konnte.
Zu Beginn des 20. Jahrhunderts war das heutige Wuhan zu einer bedeutenden Industriestadt aufgestiegen, sie war nach Shanghai der zweitwichtigste Wirtschaftsstandort des Landes. Zhang Zhidong, der als Generalgouverneur von Huguang, das die Provinzen Hubei und Hunan umfasste, einer der mächtigsten Männer des Landes und gleichzeitig einer der bedeutenden industriellen Reformer Chinas war, hatte die Region zu seinem Regierungssitz gemacht und die Einführung westlicher Technologien und Wirtschaftsmethoden vorangetrieben. In Hanyang befanden sich Rüstungsfabriken und Eisengießereien, Webereien, Spinnereien, Seidenhaspeleien, Hanffabriken, Papiermühlen, Ziegelsteinbrennereien, eine Zündholzfabrik, ein Wasserkraftwerk, eine Maschinenbaufabrik, aber auch Banken, Handelsfirmen, Versicherungen, Speditionen und Reedereien.
Zhang starb im Jahre 1909 und hinterließ seinem Nachfolger Ruicheng einen korrupten Verwaltungsapparat. Ruicheng, der sich in anderen Positionen als fähiger Administrator ausgezeichnet hatte, unternahm zahlreiche Reformversuche, seine Initiativen wurden von der korrupten Beamtenschaft jedoch abgeblockt. Im Jahre 1910 rutschte China in eine Rezession, zu der zahlreiche Bankpleiten und ein Opium-Dekret geführt hatten. Vor Inkrafttreten des Opium-Dekretes waren enorme Summen in Hamsterkäufe von Opium geflossen, so dass große Mengen an Kapital gebunden waren. Dies führte zu stark steigenden Zinsen, die zeitweise bei 20 % pro Tag lagen, und zu sinkenden Landpreisen. Die Erhöhung von Verbrauchssteuern durch die Qing-Regierung und Aufstände in fast allen Landesteilen drückten noch stärker auf die Wirtschaft. Zusätzlich gab es seit 1906 in Hubei jährlich Überschwemmungen am Han-Fluss und Jangtsekiang, die 1911 in schweren Überflutungen gipfelten, welche zahlreiche Menschenleben forderten, weitere Millionen Menschen obdachlos machten und zum Verlust eines Großteils der Ernte führten. Als Folge des Hochwassers verdoppelte sich der Reispreis im Sommer 1911 und Getreideexporte wurden verboten. Dies alles führte einerseits zu einer massenhaften Schließung von Fabriken in Hankou und Hanyang und andererseits zu einem Flüchtlingsstrom aus der ganzen Region, welcher den Städtedrilling destabilisierte.

### Neue Armee in Wuchang
Im Verlauf des Boxeraufstandes war ein westliches Expeditionskorps in Peking und die Verbotene Stadt eingedrungen und hatte die kaiserliche Familie zu einer überstürzten Flucht nach Xi’an gezwungen. Im Zentrum der Reformen, die die Qing nach diesem Ereignis umsetzen wollten, stand das Militär, dessen Ausrüstung und Organisation sich als nicht mehr zeitgemäß herausgestellt hatte. Die traditionell ausgebildeten und geführten Truppen sollten teilweise aufgelöst, teilweise umorganisiert werden, neue Truppenteile wurden geschaffen. Zhang Zhidong gehörte zu jenen, die diese Reformen am stärksten befürworteten.
Somit war das heutige Wuhan nicht nur Industriestadt, sondern auch Standort der Neuen Armee von Hubei. Neben Yuan Shikais Beiyang-Armee galt sie als Elitetruppe des chinesischen Militärs, sie stand Vorbild für die Armeen anderer Provinzen. Ihre insgesamt 22.000 Soldaten waren nach japanischem und deutschem Modell organisiert, so waren ihre Offiziere an neu gegründeten Militärschulen ausgebildet und die Offiziersränge nicht mehr vererblich. Die Neue Armee war modern ausgerüstet und verfügte über Geschütze von Krupp, Kanonenboote und Torpedoboote. Um in die Neue Armee aufgenommen zu werden, mussten die Kandidaten ungewöhnlich hohe Anforderungen erfüllen, sodass nach dem Wegfall der Beamtenprüfungen eine Offizierskarriere in der Armee eine attraktive berufliche Alternative wurde. Es kann davon ausgegangen werden, dass sich viele Befürworter gesellschaftlicher Veränderungen für eine militärische Laufbahn in der Neuen Armee entschieden, weil die Neue Armee einen guten Sold und im Fall von Invalidität eine Pension versprach. Innerhalb der Neuen Armee spielten sich zahlreiche revolutionäre Aktivitäten ab, die von außen hineingetragen wurden oder von ihr ausgingen. Etwa zwanzig bis dreißig Prozent aller Offiziere und Soldaten sympathisierten im Jahre 1911 mit revolutionären Gesellschaften oder waren Mitglied in einer derartigen Vereinigung.
Im Unterschied zur Beiyang-Armee, die aufgrund des Boxer-Protokolls vorwiegend in kleineren Städten stationiert war, war Wuchang der wichtigste Standort der Neuen Armee. Hier trafen die zahlreichen jungen, gebildeten Männer der Armee auf die Verhältnisse in den ausländischen Pachtgebieten, wo sie neben Verwestlichung und technischem Fortschritt auch Rassismus erlebten. Die Neue Armee wurde darüber hinaus viel weniger von den Mandschu kontrolliert. Besonders die von Li Yuanhong kommandierten Pionier- und Artillerietruppen legten auf Bildung bei den Rekruten besonderen Wert. Diese Rekruten wurden jedoch von älteren, wenig gebildeten Offizieren geführt. Da sich die Aufstiegshoffnungen vieler Soldaten nicht erfüllten, waren in Lis Truppen Unzufriedenheit, Widerstand gegen harte Behandlung durch die Offiziere und Radikalisierung am häufigsten anzutreffen.
Im Sommer 1911 musste die Regierung den Sold der Soldaten reduzieren, obwohl gleichzeitig die Preise anstiegen, woraus Desertionen, Scharmützel innerhalb der Truppen und offene Rebellionen gegen die Offiziere resultierten. Aus Sicherheitsgründen ging man dazu über, den Soldaten keine Munition auszuhändigen.

### Bildung revolutionärer Gruppen
Seit dem ausgehenden 19. Jahrhundert hatten die revolutionären Tätigkeiten in China zugenommen. Die 1894 unter der Führung von Sun Yat-sen gebildete Xingzhonghui (Gesellschaft für die Wiederbelebung Chinas) mit Sitz in Hongkong organisierte ab 1885 eine Serie von Aufständen in Südchina. Die Hundert-Tage-Reform hatte im ganzen Land zahlreiche Unterstützer gefunden. Als nach Cixis Staatsstreich die Reformbestrebungen unterdrückt und wichtige Protagonisten der Reformen wie Tan Sitong hingerichtet wurden, wandelten sich zahlreiche Reformer zu Revolutionären. Radikale in der Aristokratie verbündeten sich mit Geheimgesellschaften, von denen die wichtigste die Gelaohui war. Im Jahre 1899 entstand sogar eine Allianz aus den Triaden und Sun Yat-sens Xingzhonghui. Die Geheimgesellschaften rekrutierten Leute für eine sogenannte Unabhängigkeitsarmee, die 1900 einen Aufstand in der Provinz Anhui anzettelte, der aber niedergeschlagen wurde. Am 22. August 1900 wurde in Hankou die Führung der Unabhängigkeitsarmee um Tang Caichang, einen Absolventen von Zhang Zhidongs Hunan-Hubei-Akademie, verhaftet und hingerichtet. Ein Aufstand in Hankou, der u. a. zur Einsetzung von Guangxu als konstitutionellen Monarchen führen sollte, wurde somit vereitelt.
In Zhejiang hatte Cai Yuanpei im Jahre 1904 die Guangfuhui gegründet, die unter anderem den Aufstand von Anqing organisierte, bei dem Xu Xilin den Gouverneur von Anhui En Ming ermordete. Ebenfalls im Jahre 1904 gründeten Huang Xing und Zhang Shizhao in Hunan die Organisation Huaxinghui. Die Mitglieder aller dieser revolutionären Organisationen rekrutierten sich aus der niederen Aristokratie. Die vielen Aufstände, die diese Organisationen geplant oder durchgeführt hatten, schlugen ausnahmslos fehl und führten zu zahlreichen Verhaftungen und Hinrichtungen. Im August 1905 entstand aus dem Zusammenschluss dieser und zahlreicher anderer Organisationen die Tongmenghui.
Während die Repressionen nach der fehlgeschlagenen Hundert-Tage-Reformen aus Reformern Revolutionäre gemacht hatten, führten die Bildungsreformen zu Beginn des 20. Jahrhunderts zur Entstehung einer progressiv gesinnten Studentenschaft. Der Generalgouverneur Zhang Zhidong war ein Förderer der Bildungsreformen, konzentrierte sich dabei auf die Einrichtung von Eliteschulen, die zur Gänze in Wuchang angesiedelt wurden. Die Gründung von Grundschulen überließ Zhang hingegen den regionalen Behörden. In Wuchang begann zur gleichen Zeit die Blüte einer nationalistischen, anti-mandschurischen und anti-imperialistischen Presse, die das Wirken der Ausländer nicht selten mit Völkermord gleichsetzten und die Mandschuren der Kollaboration mit dem Ausland bezichtigten. Gerüchte über die Ausdehnung der Pachtgebiete, über einen Gebietstausch von Fujian gegen Liaodong mit den Japanern oder über die Öffnung weiterer Häfen machten die Runde. Als die USA ein Einwanderungsgesetz verabschiedeten, das Chinesen diskriminierte, rief die Presse Wuchangs im Jahre 1905 erfolgreich zum Boykott amerikanischer Produkte auf. Die meisten Studenten hatten eine anti-westliche Einstellung, was im Gegensatz zur pro-westlichen Politik der Revolutionäre um Sun Yat-sen stand. Zur Hundert-Tage-Reform hatten die Studenten keine Beziehung, im intellektuellen Klima von Wuchang fürchteten sie jedoch, dass China insgesamt dem Imperialismus zum Opfer fallen würde und betrachteten die Qing-Dynastie als unfähig, dem ausländischen Druck zu widerstehen. Die Steuererhöhungen, die für die Entschädigungszahlungen an die Ausländer notwendig geworden waren, und der Rassismus in den Pachtgebieten sorgten für Zulauf zu revolutionären Studentengruppierungen.
Im Ping-Liu-Li-Aufstand von 1906 spielten die Studenten eine wichtige Rolle bei der Kanalisierung der großen Unzufriedenheit der Bauern und Bergarbeiter im Grenzgebiet zwischen Hunan und Jiangxi. Die Aufständischen hatten kaum Waffen und waren ideologisch und militärisch schwach organisiert, so dass die Neue Armee keine Probleme hatte, den Aufstand niederzuschlagen. Es wurde hier jedoch sichtbar, dass das revolutionäre Potential so groß war wie seit dem Taiping-Aufstand nicht mehr.
In Wuchang hatten sich zwei miteinander konkurrierende Gesellschaften etabliert, die als Sammelbecken zahlreicher revolutionärer Kräfte und teils unpolitischen Vereinigungen fungierten: Die am 30. Januar 1891 gegründete Literarische Gesellschaft (文學社 Wenxueshe) und die im April 1907 in Tokio gegründete Gesellschaft für gemeinsamen Fortschritt (共進會 Gongjinhui). Faktischer Anführer der Gesellschaft für Gemeinsamen Fortschritt war Sun Wu, sie vereinte zahlreiche aus Japan zurückgekehrte, gut ausgebildete Chinesen und Absolventen angesehener Schulen. Die Literarische Gesellschaft publizierte eine Zeitung namens Große Flußzeitung (大江報 Dajiangbao), um ihre Mitglieder und Anhänger zu informieren. Der Vorsitzende der Literarischen Gesellschaft war Jiang Yiwu, ihr gehörten vornehmlich gebildete Soldaten an. Beide Gesellschaften profitierten von der wachsenden Abneigung gegen die Qing-Dynastie und die Ethnie der Mandschu. Ihre Ideologie beschränkte sich weitgehend auf die ethnische Frage. Konzepte wie Sozialismus oder Anarchismus, die damals in China bereits eine gewisse Anhängerschaft hatten, standen nicht in den Programmen der beiden Gesellschaften. Auch das Projekt einer Bodenreform, für die Sun unter dem Arbeitstitel Angleichung der Landrechte eintrat, übernahmen die aristokratisch geprägten Revolutionäre von Wuchang nicht. Generell hatten sie kaum Vorstellungen darüber, wie ein China nach dem Sturz der Qing-Dynastie aussehen sollte.
Es gelang keiner der beiden Gesellschaften, eine Zusammenarbeit mit erfahrenen Revolutionären der Tongmenghui wie Song Jiaoren oder Huang Xing einzufädeln. Diese lehnten eine Beteiligung an einer Revolution in Hubei aufgrund mangelnder Erfolgsaussichten ab und waren einem vereinbarten Treffen ferngeblieben. Die Tongmenghui wollte lieber Geld für Bewaffnung von Revolutionären sammeln, die dann in mehreren Provinzen gleichzeitig Aufstände durchführen würden. Sie planten ihre Revolution für 1913.

### Eisenbahnpolitik

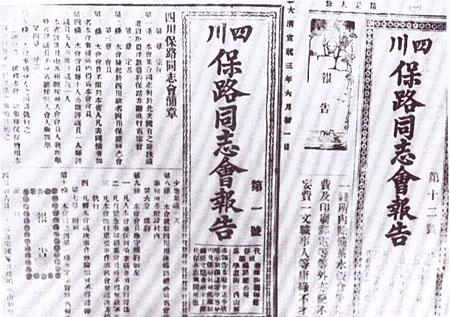
Kundmachung der Gesellschaft zur Sicherung der Eisenbahn, 1911

Um die Jahrhundertwende, speziell nach dem verlorenen Ersten Japanisch-Chinesischen Krieg und dem Britischen Tibetfeldzug war Chinas Staatsgebiet von vielen Seiten bedroht und es setzte sich die Erkenntnis durch, dass der Bau von Eisenbahnen dringend notwendig war, um die Verteidigungsfähigkeit des Landes zu erhöhen. China hatte jedoch nicht die Mittel, um diese gewaltigen Investitionen zu tätigen, und nahm dafür ausländische Kredite auf, was jedoch Zugeständnisse an die Geldgeber bezüglich des Betriebes oder der Verwendung der Gewinne bedeutete. Zhang Zhidong war für die Errichtung der Hankou-Kanton-Eisenbahn und der Hankou-Sichuan-Eisenbahn verantwortlich. Er war der Meinung, dass ausländische Kredite die wirtschaftlichste Lösung für den Eisenbahnbau seien und verhandelte mit einem Bankenkonsortium über die Finanzierung der beiden Projekte. Nach seinem Tod im Jahre 1909 kamen Bestrebungen der einheimischen Aristokratie auf, die Eisenbahnen selbst zu finanzieren und zu bauen. Prinzregent Zaifeng unterstützte dieses Vorhaben. Es stellte sich jedoch bald heraus, dass die Aristokratie weder genug Kapital noch das technische Wissen aufbringen konnte, leistungsfähige Eisenbahnen zu bauen.
Im Jahre 1910 kam Sheng Xuanhuai, der mit Korruption in großem Stil in Verbindung gebracht wurde, in die Regierung zurück. Er und Minister Zaize entschieden, die Eisenbahnprojekte zu verstaatlichen und Ausländer mit Bau und Finanzierung zu beauftragen. Die Anteile der Aristokratie sollten in Anleihen umgewandelt werden, was jedoch Verluste für die Anteilsinhaber bedeutete. Besonders die Aristokratie in Sichuan hätte große Verluste zu tragen gehabt, da bedeutende Summen für den Bau der Hankou-Sichuan-Bahn veruntreut und verspekuliert worden waren. Das autokratische Vorgehen von Zaize und Sheng ohne Einbindung der Parlamente führte zu sofortiger Opposition. Minister Zaize zwang Generalgouverneur Zhao Erfeng, Proteste in Chengdu blutig niederzuschlagen. Die Entfremdung zwischen Aristokratie und Kaiserhaus vertiefte sich dadurch gravierend.
Bei der Niederschlagung der Proteste kam unter anderem die 16. Brigade der Neuen Armee aus Hubei unter dem ursprünglich bereits pensionierten Duanfang zum Einsatz. Dies hatte auf die Lage in Wuchang mehrere Auswirkungen: Die Soldaten der Neuen Armee wurden gezwungen, eine nationalistische Bewegung zu bekämpfen, die ihnen inhaltlich nahe stand. Für die Revolutionäre war es in der Folge einfach, Mitstreiter für einen Aufstand zu rekrutieren. Die in Wuchang verbliebenen Truppen waren jene, die bereits am stärksten von den Aufständischen infiltriert worden waren. Außerdem waren Truppen aus Wuchang an andere strategisch wichtige Orte abkommandiert worden, die sie nach Ausbruch des Aufstandes umgehend besetzen konnten. Ende September befanden sich somit in der Neuen Armee von Hubei zwischen 3000 und 5000 Revolutionäre; nur zehn Tage nach dem Blutbad in Chengdu und der Verhängung des Kriegsrechts über Sichuan brach der Wuchang-Aufstand aus.

## Verlauf des Aufstandes

### Vorbereitungen
Am 14. und 16. September 1911, nach dem fehlgeschlagenen Aufstand von Kanton, vereinbarten die Vorsitzenden der Literarischen Gesellschaft und der Gesellschaft für Gemeinsamen Fortschritt, Rivalität und Misstrauen beizulegen und eine gemeinsame zivile und militärische Organisation zu gründen. Sie entschieden, gemeinsam einen Aufstand vorzubereiten. Nachdem die bei der Organisation von Aufständen erfahreneren Tongmenghui-Mitglieder eine Zusammenarbeit abgelehnt hatten, waren Jiang Yiwu, Liu Fuji, Yang Hongsheng, Sun Wu und Peng Chufan praktisch auf sich allein gestellt.
Am 24. September vereinbarten die Revolutionäre, mit dem Aufstand am Tag des Mittherbstfestes (6. Oktober 1911) zu beginnen. Der Aufstand konnte nicht aufgeschoben werden, da weitere Teile der Neuen Armee aus Wuchang mit ihren revolutionär gesinnten Offizieren nach Sichuan zur Niederschlagung der Eisenbahnbewegung abkommandiert werden sollten. Dieser Plan wurde zunächst vom Generalgouverneur von Huguang, Ruicheng, durchkreuzt. Nachdem die ganze Stadt seit Ende September wegen Gerüchten um einen unmittelbar bevorstehenden Aufstand in Sorge und Panik war, verhängte Ruicheng am 3. Oktober das Kriegsrecht, am 4. Oktober noch zusätzlich eine nächtliche Ausgangssperre. Am 6. Oktober ließ der Kommandeur der 8. Division Zhang Biao zusätzlich die Straßen bei Tag und Nacht von Soldaten – vorsichtshalber ohne Munition – kontrollieren. Der Aufstand wurde auf den 11. Oktober verschoben.

### Einnahme des Regierungssitzes
Am 9. Oktober brachte einer der Revolutionäre namens Liu Tong aus Versehen eine Bombenwerkstatt der Aufständischen zur Explosion, wodurch Sun Wu im Gesicht verletzt wurde. Sun Wu konnte unerkannt in ein von Japanern geführtes Krankenhaus gebracht werden. Durch die Explosion war jedoch die Polizei des russischen Pachtgebietes auf die Gruppe aufmerksam geworden und durchsuchte das Hauptquartier der Gesellschaft für Gemeinsamen Fortschritt, wo ihr neben belastendem Material auch eine Liste der Mitverschwörer in die Hände fiel.
Jiang Yiwu, der Vorsitzende der Literarischen Gesellschaft, war just am 9. Oktober nach Wuchang zurückgekehrt und wurde bei seiner Ankunft von der Explosion und von der Entscheidung Huang Xings informiert, alle geplanten Aufstände auf November zu verschieben. Liu Fuji überzeugte jedoch alle anderen Revolutionäre, dass die Entdeckung des Hauptquartiers der Gesellschaft für Gemeinsamen Fortschritt schnelles Handeln erforderte. Jiang entsandte Boten an alle Armeeeinheiten, die sich am Aufstand beteiligen sollten, mit der Nachricht, dass um Mitternacht das 8. Artillerieregiment durch Schüsse am Zhonghe-Tor das Zeichen zum Losschlagen geben sollte. Kurz darauf durchsuchte die chinesische Polizei, die die Mitgliederliste erhalten hatte, vier Verstecke der Revolutionäre und verhaftete dabei 32 Personen. Yang Hongsheng, Liu Fuji und Peng Chufan wurden noch in der Nacht hingerichtet. Es kam bei den Revolutionären zu einer weiteren Panne: Die ausgesandten Boten trafen erst beim 8. Artillerieregiment ein, als die Soldaten bereits schliefen, das Zeichen zum Losschlagen wurde deshalb nie gegeben. Die vereinbarten Angriffe auf Munitionslager und den Regierungssitz fanden ebenfalls nicht statt. Somit war die Lage der Aufständischen aussichtslos. Der Divisionskommandeur Zhang Biao meinte, die Stadt unter Kontrolle zu haben. Am Abend des 9. Oktober berichtete Ruicheng nach Peking, dass man die Unruhen im Keim erstickt habe und dass die Lage unter Kontrolle sei.
Ruicheng und Zhang Biao dürften gewusst haben, dass ihre Meldung falsch war. Die Razzien der chinesischen Polizei nach dem Fund der Mitgliederliste beschränkten sich auf zivile Objekte. Ruicheng musste sich den Kommandeuren der Neuen Armee beugen, die sich geweigert hatten, Durchsuchungen in ihren Truppen zuzulassen. Es war bekannt, dass es in der Neuen Armee revolutionäre Tätigkeiten gab, aus Sorge um ihre Karriere wollten die Kommandeure jedoch keine Aufdeckung solcher Aktivitäten in den ihnen unterstellten Einheiten. Somit wurden keine Soldaten verhaftet, lediglich die Stadttore wurden geschlossen und eine Ausgangssperre für Soldaten verhängt.
Am 10. Oktober kursierten nach der Hinrichtung der verhafteten Revolutionäre Gerüchte über Verhaftungen und Hinrichtungen von willkürlich auf Listen stehenden Leuten. Man erzählte sich, dass die Mandschu vor allem Han-Chinesen verhaften würden, die sich als Zeichen des Protests gegen die Qing-Dynastie den Zopf hatten abschneiden lassen. In dieser Atmosphäre entschieden sich die Soldaten, den ursprünglich für den 9. Oktober geplanten Aufstand zu beginnen. Die Revolutionäre waren in der Neuen Armee zwar in der Minderzahl, die Gerüchte um willkürliche Hinrichtungen veranlassten aber viele nicht revolutionär eingestellte Soldaten dazu, sich dem Aufstand anzuschließen, weil sie dies als die sicherere Entscheidung betrachteten.

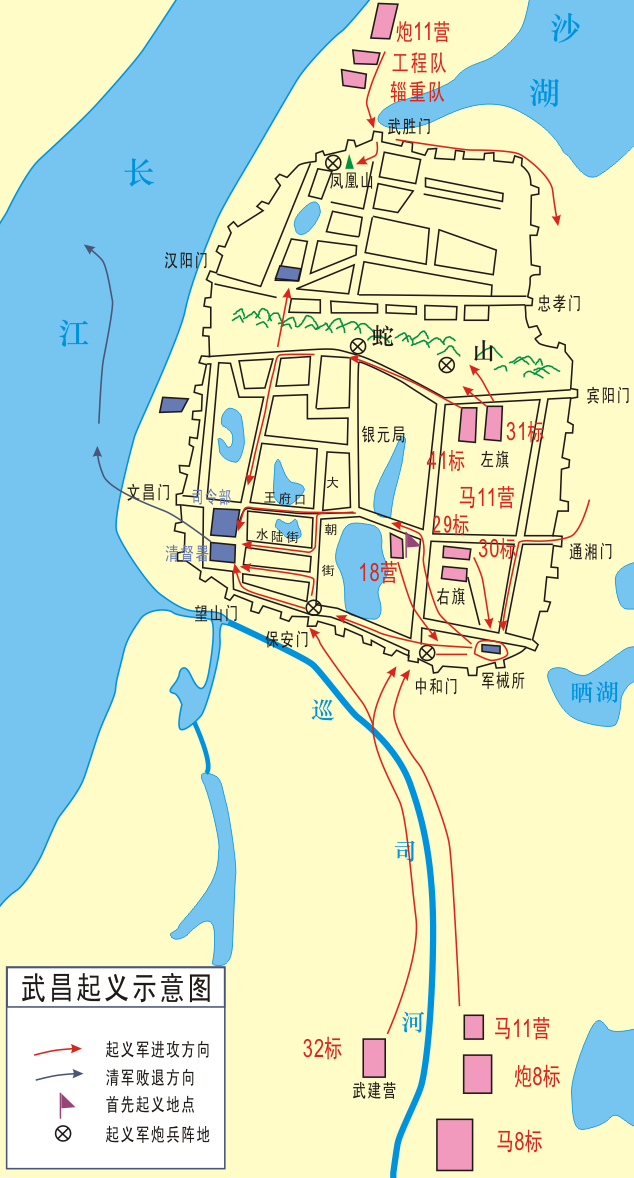
Bewegungen der Aufständischen (rot), Fluchtweg der Qing-Regierung (blau), Artilleriestellungen der Aufständischen (Kreise mit Kreuz)

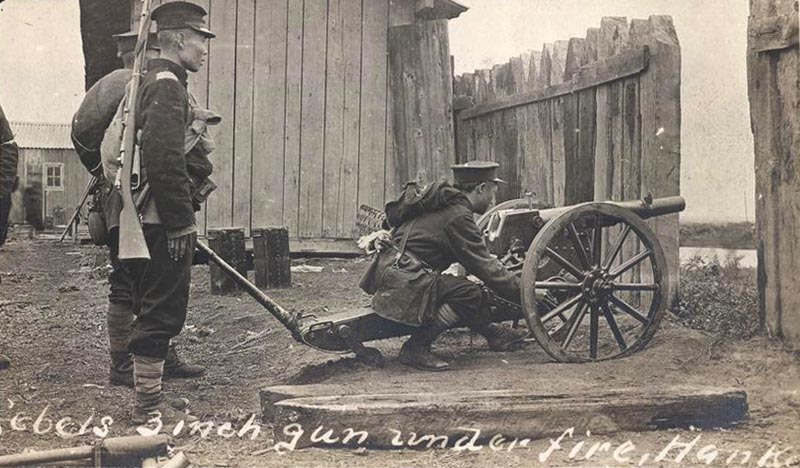
Artillerie der Aufständischen in Hankou

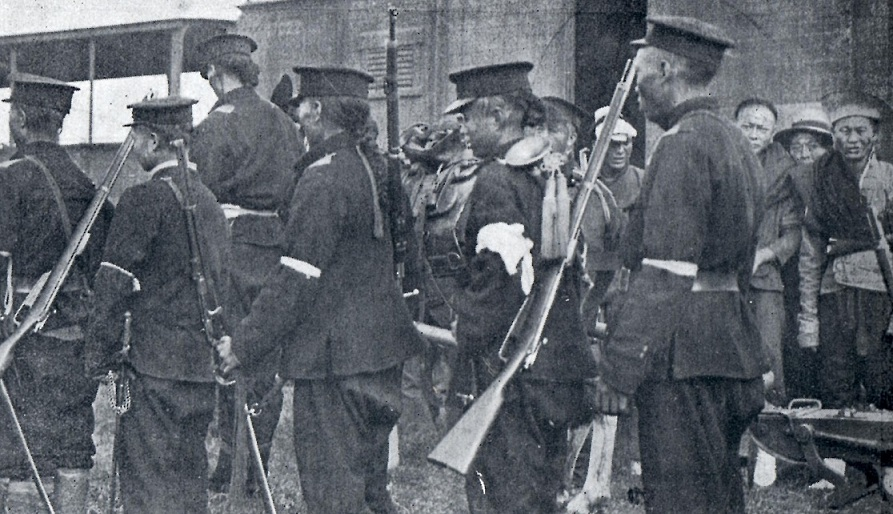
Aufständische Soldaten gegen Ende des Aufstandes

Somit brach am Frühabend des 10. Oktober der Aufstand in der Neuen Armee aus. Der Zugführer des 1. Zugs des 8. Pionierbataillons Xiong Bingkun ergriff die Initiative, nötigte die Kompanie von Wu Zhaolin, sich dem Aufstand anzuschließen und ließ Offiziere, die die Teilnahme am Aufstand verweigerten, umbringen. Bei der Kommunikation mit dem 29. und 30. Regiment, die sich dem Aufstand anschließen sollten, kam es wiederum zu Pannen, so dass der eigentliche Aufstand erst am Abend beginnen konnte. Es kam zu Säuberungsaktionen innerhalb der Aufständischen, denen mandschurische Bannerleute und Han-chinesische Soldaten, die den Aufstand verweigerten, zum Opfer fielen. Gemeinsam mit Schülern der Armeeschule brachten sie das Waffen- und Munitionsdepot (Chu Wangtai) unter ihre Kontrolle. Außerhalb der Stadt revoltierten die Pionier- und Transportbataillone der 21. Brigade und das 8. Artillerie-Regiment. Das 8. Artillerie-Regiment zog von Süden in die Stadt ein, wobei ein halbherziger Angriff von Qing-treuen Truppen zurückgeschlagen wurde. Das Kräfteverhältnis zwischen Qing-treuen Soldaten und Aufständischen war in dieser Phase ausgeglichen, die Qing-treuen Soldaten waren jedoch größtenteils Analphabeten und wurden in traditionellem Stil geführt.
Die Revolutionäre stellten nun fest, dass sie es verabsäumt hatten, eine Kommandostruktur für ihren Aufstand festzulegen. Wu Zhaolin, der früher ebenfalls Mitglied einer Geheimgesellschaft gewesen war, ein Pionierbataillon befehligte und sich bei Beginn des Aufstandes in Gebüsch versteckt gehalten hatte, wurde überredet, den geplanten Angriff auf den Regierungssitz zu kommandieren. Bei den Kämpfen um den Regierungssitz, der von einer Maschinengewehr-Stellung verteidigt wurde, kamen Hunderte Aufständische ums Leben, beim dritten Versuch wurde das Gebäude eingenommen. Der Regierungssitz wurde in Brand gesteckt und das aus mandschurischen Soldaten bestehende 30. Regiment wurde in einem wahrscheinlich ethnisch motivierten Massaker ausgelöscht. Da die Revolutionäre die Telefonleitungen gekappt hatten, konnten die Qing-Truppen keine Hilfe anfordern. Ruicheng floh am späten Abend des 10. Oktober auf ein Schiff im Jangtsekiang, sein oberster Militär Zhang Biao floh am Morgen des 11. Oktober. Der Widerstand der Regierungstruppen brach zusammen, sodass die Aufständischen das Regierungsgebäude einnehmen konnten.
In den beiden Nachbarstädten Hanyang und Hankou begannen die Aufstände einen Tag später als in Wuchang. Sie liefen dort nach dem gleichen Muster ab: Unteroffiziere und Soldaten erhoben sich und überredeten einen Kommandanten, die Führung zu übernehmen. In Hanyang übernahm Song Xiquan die Führung, in Hankou fiel Liu Yizhi diese Rolle zu. Die aufständischen Truppen hatten Schwierigkeiten, die öffentliche Ordnung aufrechtzuerhalten, sodass es zwischen dem 12. und dem 14. Oktober zu Plünderungen kam. Anders als in Wuchang erhielten die Aufständischen großzügige Unterstützung der lokalen Industriellen und Gewerbetreibenden. Wuchang war die Stadt der Verwaltung und des Schulwesens, wo vorwiegend die Aristokratie lebte, während Hanyang und Hankou Industrie- und Handelsstädte waren.

### Bildung der Militärregierung von Hubei
Am Morgen des 11. Oktober 1911 hatte Wuchang, die Hauptstadt und Verwaltungssitz von Hunan und Hubei war, keine Regierung. Die Aufständischen hatten zwar die Macht übernommen, mit der Ausnahme von Sun Wu waren ihre Anführer jedoch auf der Flucht, verletzt oder tot. Sun Wu selbst hielt sich für zu unbekannt, um sich die Unterstützung der Massen sichern zu können. Aus diesem Grund trafen sich die Revolutionäre noch am selben Tag in der Beratenden Provinzversammlung, um über die nächsten Schritte zu beraten. Man einigte sich auf eine Regierung unter Li Yuanhong, der sowohl bei den Streitkräften als auch bei den Eliten der Provinz anerkannt war. Er hatte im Militär der Qing-Dynastie gedient, Zhang Zhidong hatte ihn nach Hubei geholt, um die Armee zu modernisieren. Er trat für das Prinzip des gebildeten Soldaten ein und stand im Eisenbahnstreit auf der Seite der einheimischen Elite. Er war mit der Herrschaft der Mandschus unzufrieden, weil er nicht die erhoffte Karriere machen konnte. Er war aber auch strikt anti-revolutionär eingestellt: den Boten, der das 41. Regiment seiner Brigade für die Revolution mobilisieren wollte, hatte er hinrichten lassen. Somit wählten die Revolutionäre eine Person, die ausdrücklich nicht für eine neue politische Ordnung in ihrem Sinne stand, zum Sachwalter dessen, was sie erreicht hatten. Dies zeigt die politische Naivität und Unerfahrenheit der Revolutionäre.
Li hielt sich jedoch seit dem Beginn der Revolution versteckt. Er musste aufgespürt werden; man brachte ihn unter Androhung von Gewalt zuerst zum Waffen- und Munitionsdepot, dann in die Beratende Provinzversammlung. Gegen seinen Willen wurde am Abend des 11. Oktober die Militärregierung von Hubei ausgerufen, die im Gebäude der Provinzversammlung ihren Sitz hatte. Die Herrschaft der Qing-Dynastie wurde für beendet und die Republik China für gegründet erklärt. Damit entstand die erste Republik Asiens und mit dem chinesischen Kaiserreich endete das langlebigste politische System der Menschheit. Die neue Regierung verkündete das Gedenkjahr 4609 des Gelben Kaisers, bestimmte die fünffarbige Nationalflagge und die Eisen-und-Blut-Achtzehn-Sterne-Flagge zur revolutionären Kriegsflagge. Die Erklärung von Wuchang hatte hingegen nichts mit dem modernen chinesischen Nationalismus eines Liang Qichao oder Sun Yat-sen gemein; sie war zunächst deutlich anti-mandschurisch.
Die Militärregierung von Hubei war das erste moderne Regime in der Geschichte Chinas. Sie erfreute sich im Moment ihrer Etablierung fast uneingeschränkter Unterstützung der Bevölkerung. Da bei der Ausrufung der Republik China etwa 40 Millionen Tael in der Kasse der Militärregierung waren, wurden einige der Steuern der Qing-Dynastie abgeschafft, besonders der Lijin und diverse Verbrauchssteuern. Auf die Eintreibung der Herbstrate 1911 der Landsteuern wurde verzichtet.

### Verfassung

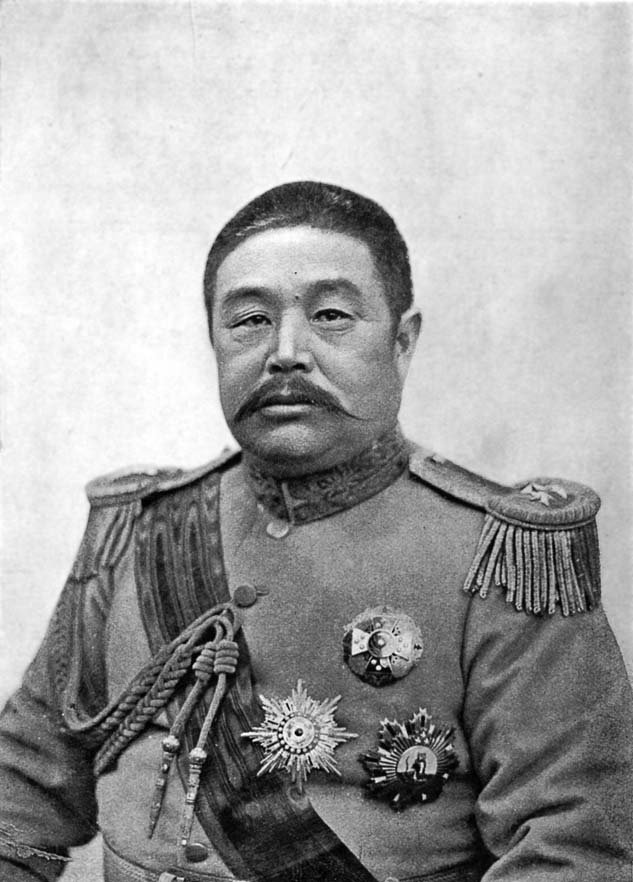
Militärgouverneur Li Yuanhong, Aufnahme aus dem Jahr 1917

Am 16. Oktober 1911 verabschiedete eine Gruppe von juristisch versierten Reformern eine Verfassung für die neugegründete Republik. Sie garantierte die bürgerlichen Grundrechte wie Rede-, Presse-, Versammlungs- und Religionsfreiheit und die Unantastbarkeit des Privateigentums. Die Gleichheit aller Bürger wurde festgeschrieben, wenngleich es der Regierung überlassen wurde zu definieren, wer Bürger sei und wer nicht. Alle politische Macht wurde in die Hände des Militärgouverneurs gelegt. Die zivile Regierung sollte ein Ministerium für politische Angelegenheiten bilden, das in Ämter für Inneres, Finanzen, Justiz und auswärtige Angelegenheiten unterteilt sein sollte. Li Yuanhong wurde Militärgouverneur, Tang Hualong wurde zum Minister für politische Angelegenheiten bestimmt, Hu Ruilin zum Chef des Büros für Finanzen.
Die Revolutionäre, allen voran Sun Wu und Jiang Yiwu, die hinter zahlreichen neuen Amtsträgern Monarchisten vermuteten, versuchten, ihre Vertrauensleute in der Regierung zu platzieren. Li setzte hingegen auf Offiziere, die er kannte und von denen er Loyalität erwarten konnte. Das Misstrauen der Revolutionäre gegenüber den Eliten aus der Zeit vor der Revolution führte zu gegenseitiger Blockade. Einige Offiziere, die der Kollaboration mit der Qing-Dynastie verdächtigt wurden, wurden von den Revolutionären hingerichtet, beispielsweise Zhang Jingliang.
Das nicht funktionsfähige Ministerium für politische Angelegenheiten wurde bereits am 25. Oktober 1911 wieder aufgelöst. Es wurden neue Ministerien geschaffen, die direkt dem Militärgouverneur unterstellt wurden. Tang Hualong wurde nun Minister für Regierungsorganisation, Hu Ying Außenminister, Li Zuodong Finanzminister, Zhang Zhiben Justizminister, Feng Kaijun Innenminister und Xiong Jizhen Verkehrsminister. Die Position von Tang Hualong wurde immer unhaltbarer, so dass er am 28. November 1911 nach Shanghai flüchtete, ohne vorher zurückzutreten. Dies bedeutete die Niederlage der Verfassungsmäßigkeit und die Unterordnung der zivilen Regierung unter das Militär. Die Versuche der Revolutionäre, Einfluss im Militär zu gewinnen, wurden von Li Yuanhong erfolgreich abgeblockt; in der machtlosen Zivilregierung ließ er sie hingegen gewähren. Somit verloren die Revolutionäre endgültig den Einfluss auf den weiteren Verlauf der Dinge.

### Militärregierung von Hankou
Die Revolutionäre in Hankou, die mit ihrem Aufstand kurze Zeit nach der Einnahme des Regierungsgebäudes in Wuchang erfolgreich gewesen waren, billigten die Übergabe der Macht an Vertreter der alten Eliten nicht. Sie bildeten deshalb ihre eigene Regierung, die von Zhan Dabei geführt und von der Handelskammer von Hankou finanziert wurde. Das in Hanyang stationierte Militär, über das Song Xiquan die Kontrolle übernommen hatte, unterstützte die Militärregierung von Hankou ebenfalls. Noch vor der Wuchang-Militärregierung entsandte Hankou revolutionäre Botschafter in die Nachbarprovinzen entlang des Jangtsekiang.
Bereits am 17. oder 18. Oktober begann die Militärregierung in Wuchang, die Hankou-Regierung unter Druck zu setzen. Gleichzeitig bedrohte die Nordarmee, die der Qing-Dynastie treu geblieben war, die Stadt. Sie drang entlang der Peking-Hankou-Eisenbahn vor.
Am 28. Oktober traf mit Huang Xing ein hochrangiger Vertreter der Tongmenghui in Hankou ein, um mit den Vertretern der Hankou-Militärregierung weitere Schritte zu beschließen. Zu diesem Zeitpunkt schätzten die Anführer der Revolutionäre ihre Lage jedoch bereits aussichtslos ein. Die Gruppe um Song Xiquan setzte sich am 31. Oktober in Richtung Hunan ab, wo Jiao Dafeng eine wirkliche revolutionäre Basis errichten wollte. Bevor Song in Hunan eintraf, wurde Jiao ermordet, Song und seine Mitstreiter wurden verhaftet und auf Anordnung von Li Yuanhong hingerichtet. Auch Zhan Dabei setzte sich ab, zunächst nach Anhui und später nach Jiangxi. Somit überlebte die Militärregierung von Hankou nur drei Wochen.

### Ausbreitung des Aufstandes
Bereits kurz nach ihrer Ausrufung veröffentlichte die Militärregierung von Hubei Bekanntmachungen, in denen sie die Elite der Provinz Hubei und anderer Provinzen aufrief, ebenfalls gegen die Qing-Regierung zu rebellieren. Diese Bekanntmachungen waren so gehalten, dass sie die Mandschu für alle Missstände verantwortlich machten, niemanden gegen die Ziele der Militärregierung aufbrachten und vor allem auch das Ausland beschwichtigten. Die lokalen Regierungen Hubeis wurden aufgefordert, sich nach republikanischen Prinzipien neu zu organisieren, dabei aber besonders auf die Aufrechterhaltung der öffentlichen Ordnung zu achten.
In den Präfekturen nördlich und westlich von Wuchang übernahmen Mitglieder der Aristokratie, die nicht selten wegen versuchter Rebellionen oder Mitgliedschaft in einer revolutionären Gesellschaft im Gefängnis saßen, die Kontrolle und vertrieben die mandschurischen Verwalter. So übernahm ein Mitglied einer Vorläuferbewegung der Literarischen Gesellschaft die Kontrolle über Hanchuan, ähnliches geschah in Jingshan. In Huangguang übernahm ein aus der Haft entlassener Schullehrer die Kontrolle, gestützt von reichen Händlern. Östlich und nordöstlich von Wuchang übernahmen Einheiten der Neuen Armee, die dort aufgrund der Unruhen im Gefolge der Eisenbahnbewegung stationiert waren, die Macht. In Yichang waren es Truppen unter Tang Xizhi, in Jingzhou ergab sich der mandschurische Statthalter erst nach einer einmonatigen Belagerung und Vermittlung durch einen belgischen Geistlichen. Im Norden der Provinz gelang es den Revolutionären jedoch nicht, die Macht zu übernehmen. In Macheng wurde der Aufstandsversuch verraten, dessen Anführer, ein Mitglied der dortigen Volksvertretung, wurde hingerichtet. Auch Huangpi blieb unter der Kontrolle der Qing-Armee; entlang der Peking-Hankou-Eisenbahn wurden die Truppen der Nordarmee von aufständischen Eisenbahnarbeitern, Bauern und Mitgliedern von Geheimgesellschaften in Guerilla-Taktik bekämpft.
Die Gouverneure der anderen Provinzen interpretierten die Umsturzaufrufe aus Wuchang unterschiedlich; überall kam es zu Auseinandersetzungen mit dem Ziel, in der neu zu formenden politischen Landschaft die aussichtsreichste Position einzunehmen. Hunan erklärte am 22. Oktober unter der revolutionären Führung von Jiao Dafeng und Chen Zuoxin seine Unabhängigkeit. Am gleichen Tag geschah dies in Shaanxi unter Jing Wumu; in Xi’an kamen 2 Tage später etwa 10.000 Mandschuren in Gewaltausbrüchen seitens der Han-Chinesen um. Am 23. Oktober 1911 sagte sich Jiangxi unter Lin Sen und Cai Gongshi von den Qing los. Bis Ende November hatten schließlich 15 Provinzen ihre Unabhängigkeit erklärt, womit die Qing-Dynastie zwar formell noch existierte, aber keine Existenzgrundlage mehr hatte. Nicht in allen Provinzen übernahm das Militär die Macht wie in Hubei; es kam jedoch nirgendwo zu Kämpfen zwischen Zivilisten und Militär, denn sowohl den Armeeführern als auch der Aristokratie war an einem Mindestmaß an Stabilität gelegen. Diese als Xinhai-Revolution bezeichneten Ereignisse mündeten in die äußerst komplizierten Nord-Süd-Friedensgespräche zwischen dem 18. und 31. Dezember in Shanghai. Die Verhandlungen zwischen Vertretern der Qing-Dynastie und der Revolutionäre, bei denen Vertreter der ausländischen Mächte anwesend waren, drehten sich vor allem um die zukünftige Staatsform Chinas und die Rolle Yuan Shikais, der zuvor seinen Einfluss militärisch gefestigt hatte. Im Ergebnis der Verhandlungen durften Kaiserhaus und Adel zahlreiche Privilegien weiterführen. Die Revolutionäre um Sun Yat-sen waren mit diesen Vereinbarungen sehr unzufrieden.

### Rolle der Tongmenghui und Verlust von Hankou

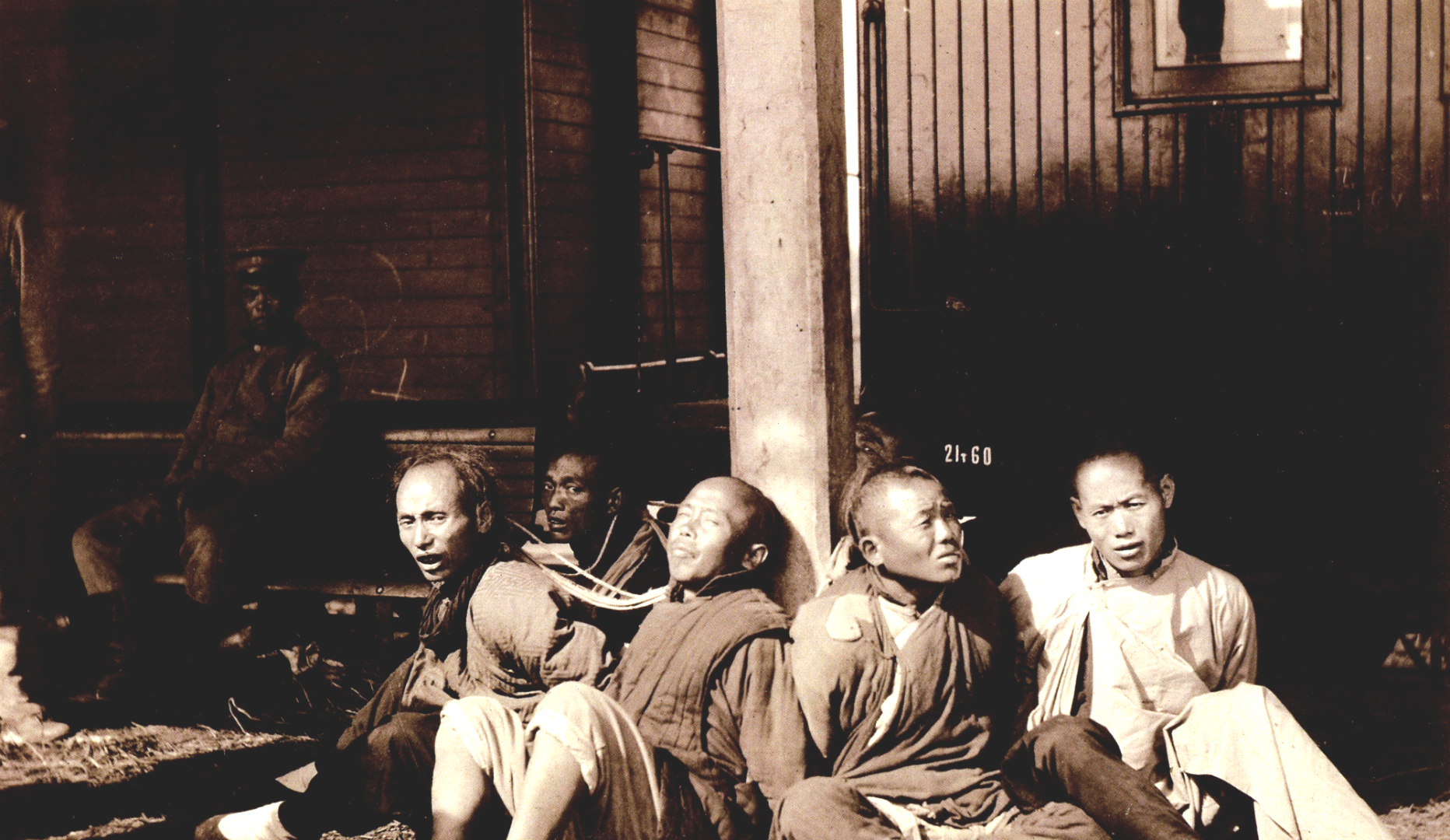
Kriegsgefangene in Hankou

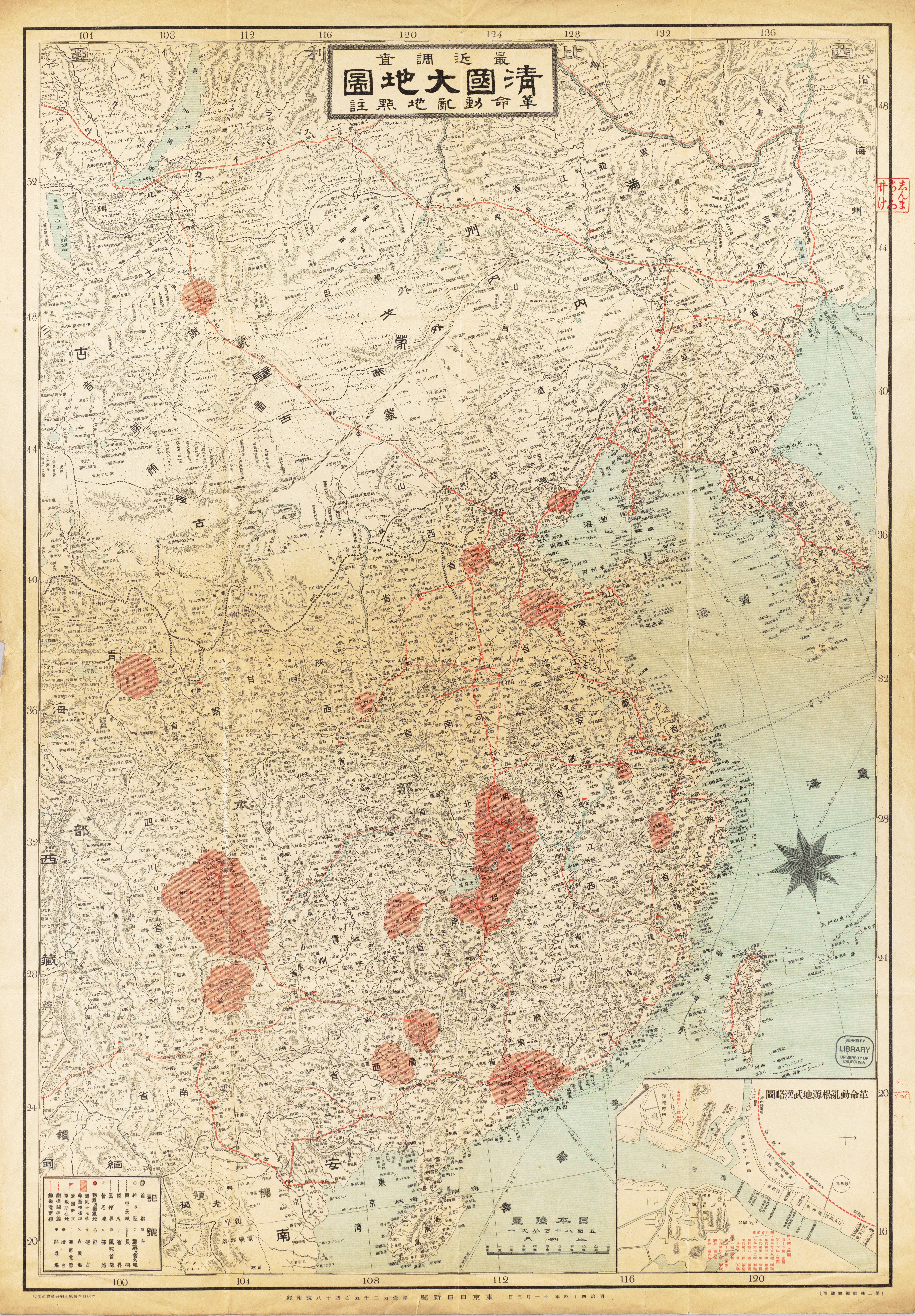
Japanische Karte vom 3. November 1911. Aufständische Gebiete sind rot schraffiert.

Die Gruppe um Sun Yat-Sen, die bereits seit vielen Jahren auf einen Sturz der Qing-Dynastie hingearbeitet hatte, war am Wuchang-Aufstand und dessen Erfolg nicht beteiligt. Song Jiaoren war zwar wenige Tage vor Ausbruch des Aufstandes mit den revolutionären Gesellschaften in Kontakt gewesen, vom Aufstand und insbesondere dessen erfolgreichem Ausgang war auch er überrascht. Sun Yat-sen erfuhr überhaupt erst aus der Zeitung vom Wuchang-Aufstand, denn er befand sich in den USA. Unmittelbar nach dem Aufstand entsandte die Tongmenghui mit Ju Zhong und Tan Renfeng zwei Vertreter nach Wuchang, um die Lage einzuschätzen.
Mit Huang Xing traf erst am 28. Oktober ein hochrangiges Tongmenghui-Mitglied in den aufständischen Städten ein. Huangs Intention war es zunächst, die Hankou-Militärregierung zu unterstützen, die der Tongmenghui ideologisch näher stand als die von traditionellen Eliten dominierte Wuchang-Militärregierung. Da auch Huang erkennen musste, dass Hankou nicht zu halten war, verbündete die Tongmenghui sich mit der Wuchang-Militärregierung; Huang wurde am 31. Oktober zum Oberkommandeur in Kriegszeiten der Volksarmee ernannt. Mit dem Ziel, die Herrschaft über das revolutionäre Territorium zu festigen, brachte Huang zahlreiche Tongmenghui-Vertreter sowie Berater und Spione aus Japan nach Wuchang. Pläne, Li Yuanhong einer von Huang geführten Regierung zu unterstellen, wurden fallengelassen, da die Tongmenghui-Vertreter keine regionalen Wurzeln in Hubei hatten.
Nach dem Angriff der Nordarmee entlang der Peking-Hankou-Eisenbahn ab dem 26. Oktober musste bereits am 2. November Hankou aufgegeben werden. Huang und seine Tongmenghui-Kollegen, die sich aufgrund ihrer höheren Bildung und längeren revolutionären Erfahrung überlegen fühlten, machten bei der Verteidigung von Hankou und Hanyang schwere strategische Fehler, die durch ihre fehlenden Kenntnisse der Region bedingt waren. Dies führte dazu, dass am 27. November auch Hanyang an die Qing-Armee fiel, und die Armee der Wuchang-Regierung etwa 5000 Todesopfer zu beklagen hatte. Hankou und Hanyang wurden in den Kriegshandlungen weitgehend zerstört. Huang verließ in der Folge Wuchang, nachdem er von der Tongmenghui nach Nanjing berufen worden war.
Nach der Einnahme des Nordufers des Jangtsekiang begann die Qing-Armee, Wuchang zu bombardieren. Die Bewohner Wuchangs verließen die Stadt, größtenteils so gekleidet, wie von den Qing vorgeschrieben. In der Stadt selbst wurden Personen, die der Kollaboration mit der Qing-Armee verdächtigt wurden, auf der Stelle hingerichtet. Nach einem Treffer auf sein Regierungsgebäude flüchtete jedoch auch Li Yuanhong aus der Stadt. Da die Hubei-Armee die Kontrolle über den Jangtsekiang hatte, war ein direkter Angriff auf Wuchang für die Qing-Armee jedoch zu riskant. Für den General der Beiyang-Armee Yuan Shikai, der sich inzwischen zum kaiserlichen Beauftragten mit allen militärischen Vollmachten in der Provinz Hubei hatte ernennen lassen, war an einer Einnahme von Wuchang nicht mehr gelegen, denn er benötigte die Zusammenarbeit mit den Revolutionären, um seine Machtbasis zu stärken.

### Hubei auf dem Weg in die Diktatur von Yuan Shikai

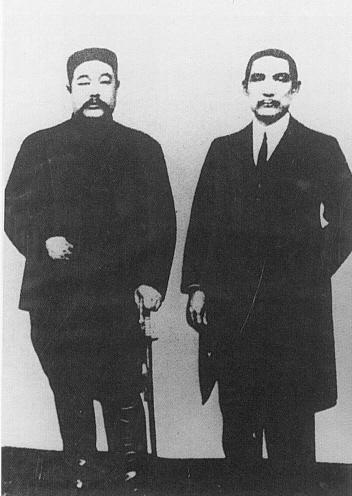
Sun Yat-sen (rechts) und Li Yuanhong, Wuchang 1912

Am 3. Dezember stimmte Li einem Waffenstillstand zu, den britische Vertreter zwischen Li, den Generälen der Nordarmee und Vertretern der Provinzen Südchinas vermittelt hatten. Dieser Waffenstillstand sah unter anderem vor, dass China als konstitutionelle Monarchie wiedervereinigt werden solle; zuvor hatten die Vertreter der Wuchangs immer auf die Ausrufung einer Republik bestanden. Dieser Waffenstillstand wurde immer wieder verlängert, bis der letzte Qing-Kaiser Anfang 1912 abdankte.
Li und seine mittlerweile gegründete Partei Minshe (Volksgesellschaft) unterstützten beim Streit um die Wahl der Hauptstadt Yuan Shikai, der auf Peking bestand, gegen die provisorische Regierung um Sun Yat-sen, die Nanjing favorisierte. Als Kontaktmann zwischen Li und Yuan fungierte Duan Qirui. Als Yuan am 10. März 1912 zum Präsidenten Chinas angelobt wurde, wurde Li Vizepräsident. Lis Partei Minshe hatte zwar eine unklare Ideologie, sie verfolgte jedoch eine Politik, die in Konkurrenz zur Tongmenghui stand, rechtsgerichtet war und sich offen an Yuans Seite stellte. Als die Tongmenghui im April und Mai 1912 versuchte, Li als Verbündeten im Machtkampf mit Yuan Shikai zu gewinnen, hatte sich Li bereits dazu entschieden, Yuan zu unterstützen. In Hubei ließ Li die Opposition immer brutaler unterdrücken, Offiziere und Soldaten, die einen neuerlichen Aufstand planten oder dessen verdächtigt wurden, ließ Li hinrichten oder ermorden. Das Ausland unterstützte Li und lobte ihn, wie er die ausländischen Interessen wahrte. Auch die städtische Elite sah zur Herrschaft Lis keine Alternative, wenngleich die 1911 abgeschafften Steuern angesichts der hohen Aufwände für die Armee wieder eingeführt und sogar über das Maß von 1911 hinaus erhöht wurden.
Vorbereitungen zu einem neuerlichen Aufstand durch eine Gruppe namens Reform-Korps wurden im Sommer 1912 aufgedeckt und die Gruppierung zerschlagen. Die Anführer des Reform-Korps setzten sich in Richtung Shanghai ab. In anderen Provinzen waren zeitgleich Kämpfe zwischen Truppen, die die provisorische Regierung unterstützten, und Truppen, die den nördlichen Kriegsherren gegenüber loyal waren, ausgebrochen. Yuan rückte mit 15.000 Soldaten von Norden her in Hubei ein, um von dort aus Jiangxi kontrollieren zu können. Im Herbst 1913 löste er schließlich Li Yuanhong ab, weil er ihn als unzuverlässig betrachtete. Lis Nachfolger als Militärgouverneur wurde Duan Qirui. Aus den Eliten kam kein Widerstand, sie zogen die Herrschaft Yuans einem zweiten Aufstand vor. Damit endete das Regime der revolutionären Periode in Hubei; die Region wurde Teil von Yuan Shikais Diktatur. Die fünfzehn Jahre nach dem Wuchang-Aufstand waren von der Herrschaft zahlreicher Kriegsherren und sich verstärkender kriegerischer Auseinandersetzungen geprägt, bis China im Jahre 1928 nach dem Nordfeldzug unter Führung der Kuomintang vorübergehend wiedervereinigt wurde.

## Nachwirkung des Aufstandes für die Bevölkerung
Der Aufstand wurde praktisch von der gesamten Bevölkerung des Landes begrüßt und führte in Wuchang und seiner Region zu Euphorie bei den Menschen. Die Qing-Dynastie und vor allem die Herrschaft der Mandschu wurden für alle Übel wie Armut, Ungerechtigkeit und Bandentum verantwortlich gemacht. Im Gefolge des Wuchang-Aufstands und der Ausrufung der Militärregierung von Hubei erlangte die Aristokratie, die auf lokaler und auf Provinzebene bereits während der Qing-Dynastie große Autorität innehatte, weitere Macht. Die Forderung der Revolutionäre nach einer Vereinheitlichung der Landrechte wurde somit schnell wieder fallen gelassen. Bereits Jahrhunderte zuvor war die Eigenregierung durch die lokale Aristokratie, die ihre Posten auf Lebenszeit innehatte und vererben konnte, durch abberufbare Beamte ersetzt worden; nun waren die Posten wieder vererbbar.
Der Machtzuwachs der Aristokratie führte dazu, dass sich die Landbevölkerung, immerhin 80 % aller Chinesen, einer noch besser organisierten Gruppe von Landbesitzern gegenübersah, die Abgaben mit einer noch höheren Vehemenz eintrieb. Die Lage der Bauern verschlechterte sich, es gab Unruhen auf dem Land wie zu Zeiten der niedergehenden Qing-Dynastie. Der Trend steigender Preise verstetigte sich. Es wurden wieder Geheimgesellschaften gegründet, die die Reichen ausplünderten, um den Armen zu helfen. Einige neugegründete Geheimgesellschaften hatten sogar das Ziel, die Qing-Dynastie wieder einzusetzen. Mit dieser Entfremdung zwischen Eliten und Massen wurde eine der Vorbedingungen für Mao Zedongs Bauernrevolution geschaffen.

## Gedenken

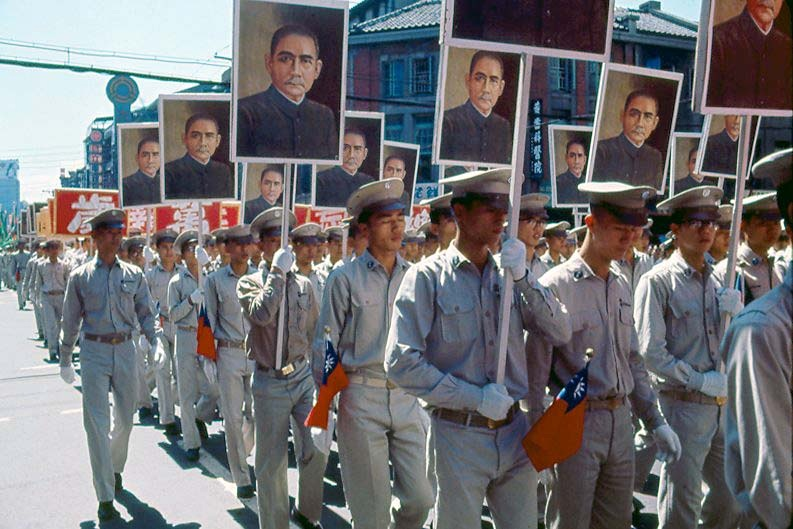
Studenten mit Bildnissen von Sun Yat-sen auf der Nationalfeiertagsparade von 1965 in Taiwan

Der 10. Oktober als Tag des Beginns des Aufstands, häufig auch als Doppelzehner (雙十節,  Shuāngshíjié) bezeichnet und durch 十十, das doppelte Zahlzeichen für 10, symbolisiert, ist per Gesetz Nationalfeiertag der Republik China (Taiwan).
In der Geschichtsschreibung der Volksrepublik China werden der Wuchang-Aufstand und die Xinhai-Revolution als „eine bürgerliche nationale Bewegung, die nicht zu einer genuinen Revolution führte“ betrachtet. Der ehemalige Sitz der Militärregierung während des Aufstandes von Wuchang (武昌起義軍政府舊址,  Wǔchāng qǐyì jūnzhèngfǔ jiùzhǐ) in Wuhan steht seit 1961 auf der Liste der Denkmäler der Volksrepublik China (1-7).